# Олександра Пелосі
Александра Корінн Пелосі (англ. Alexandra Corinne Pelosi; нар. 5 жовтня 1970) — американська журналістка і кінорежисер-документаліст.

## Ранні роки
Пелосі народилася і виросла в Сан-Франциско, штат Каліфорнія, в сім'ї політика Ненсі Пелосі (уродженої Д'Алесандро) та бізнесмена Пола Пелосі. Вона є молодшою із п'яти дітей. Пелосі закінчила Університет Лойола Мерімаунт та Університет Південної Каліфорнії.

## Кар'єра
У 2000 році Пелосі працювала продюсеркою телевізійної мережі для президентської кампанії NBC, висвітлюючи президентську кампанію Джорджа Буша. Вона принесла із собою портативні відеокамери для документування 18 місяців її досвіду під час виборчої кампанії; кадри були використані для створення «Подорожі з Джорджем», документального фільму, який приніс їй шість номінацій на «Еммі».
Провівши десять років у NBC News, вона залишила мережу новин для роботи виключно на HBO. Під час праймеріз демократів 2004 року вона повернулася до висвітлення передвиборчої кампанії, цього разу спостерігаючи за кандидатами від Демократичної партії. Її документальний фільм на каналі «HBO», «Щоденник політичного туриста», супроводжував її книгу «Пробратися в цирк, що літає: як ЗМІ перетворили президентську кампанію на шоу виродків», про процес відбору кандидатів на пост президента Сполучених Штатів. Вона заявила, що її розмови з Кенді Кроулі з CNN, Говардом Діном та Веслі Кларком надихнули її написати книгу.
У 2006 році вона створила документальний фільм про євангельських християн під назвою «Друзі Бога», в якому брав участь колишній пастор Тед Хаґґард. Після ефіру на телеканалі «НВО» у 2007 році вона зробила наступний фільм, «Випробування Теда Гаггарда», хроніку вигнання Теда Гаггарда з церкви «Нове Життя» після його скандалу з сексом та наркотиками.
CNN повідомила в липні 2010 року, що Пелосі вже не робить політичних документальних фільмів. Її HBO фільм 2010-го, «Бездомні: діти мотелю Орандж-Каунті».
У 2011 році на HBO відбулася прем'єра наступного фільму Пелосі «Громадянин США: подорож 50 штатами». Пелосі об'їздила усі 50 штатів під час зйомок.

## Особисте життя
З 2005 року Пелосі одружена з журналістом Міхілем Восом. У подружжя двоє синів — Пол Майкл Вос (нар. 14.11.2006) і Томас Вінсент Вос (нар. 07.12.2007).